# Bataille de Muzillac (1815)
Pour les articles homonymes, voir Bataille de Muzillac.
Chouannerie de 1815
Batailles
- Les Échaubrognes
- L'Aiguillon
- Aizenay
- Sainte-Anne-d'Auray
- Cossé
- Saint-Gilles-sur-Vie
- Redon
- Les Mathes
- Muzillac
- Rocheservière
- Thouars
- Auray
- Châteauneuf-du-Faou
- Guérande
- Fort la Latte

La bataille de Muzillac, ou bataille de Pen-Mur, se déroule le 10 juin 1815, lors de la chouannerie de 1815.

## Prélude
Après être entrée à Redon le 4 juin, l'armée royale des chouans du Morbihan gagne Peillac. Elle se porte ensuite à Rochefort-en-Terre le 6 juin, puis à Questembert le 8 et enfin Muzillac le 9, pour attendre un débarquement d'armes par les Britanniques.
Alerté, le général Rousseau, commandant de la garnison de Vannes, sort pendant la nuit du 9 au 10 juin avec une colonne et se porte à la rencontre des chouans.

## Forces en présence
Du côté des impériaux, le général Rousseau est à la tête de 500 fantassins et de 70 gendarmes à cheval, avec un canon de 4 livres,.
Les chouans, commandés par Louis de Sol de Grisolles, sont quant à eux entre 5 000 et 8 000. Leur armée est constituée de la légion de Bignan, de la légion d'Auray et de la compagnie des écoliers de Vannes. Cette dernière est constituée d'étudiants du collège Saint-Yves de Vannes, commandés par le chevalier de Margadel et encadrés par Bertaud, ancien membre de la Jeune Garde impériale, blessé à la bataille de Leipzig.

## Déroulement

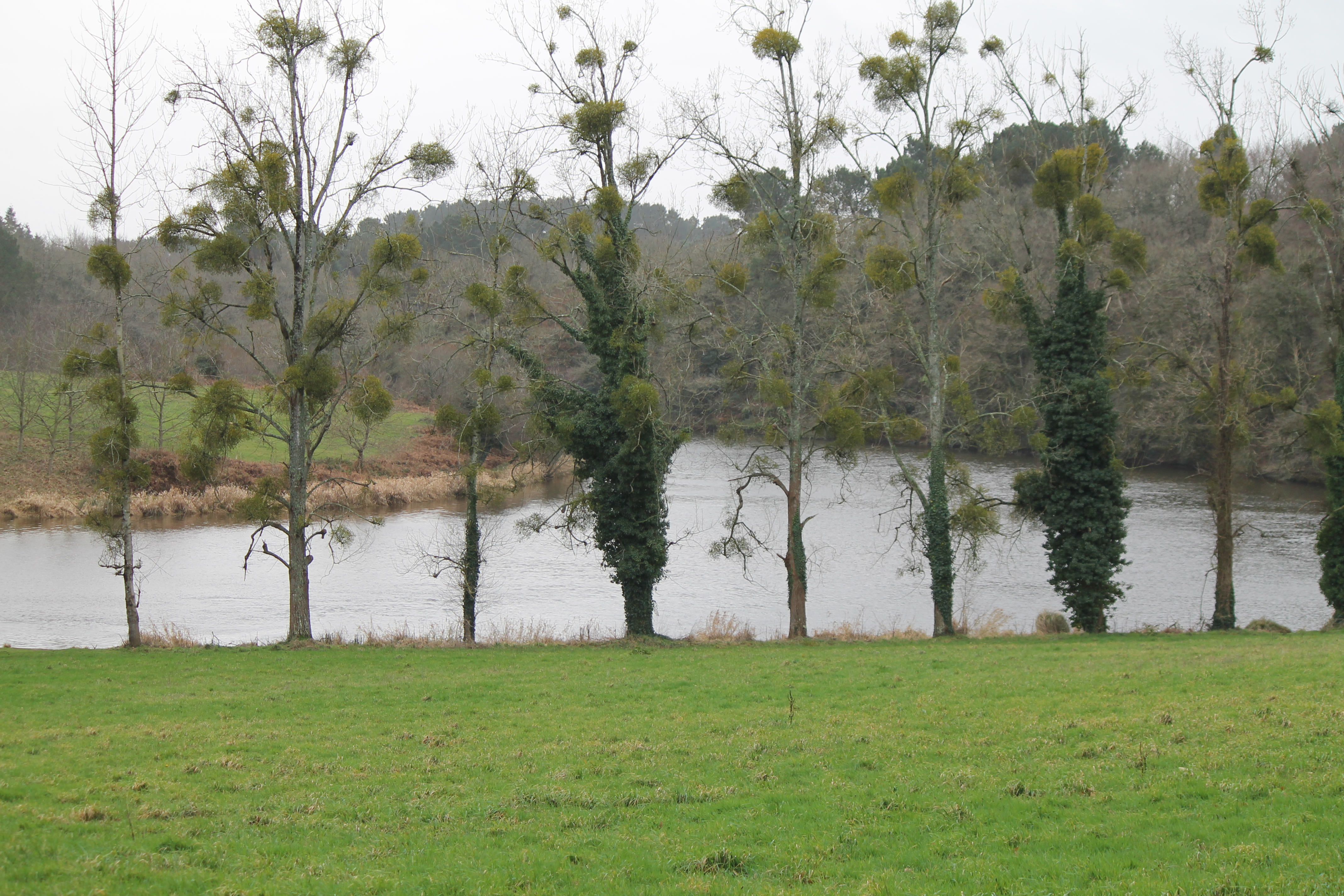
Vue de l'étang de Pen-Mur, en 2014.

Le 10 juin, les impériaux lancent l'attaque à l'aube, mais la surprise échoue car les chouans de Jean Rohu sont sur leurs gardes. Les combats s'engagent entre le pont de Pénesclus et la chaussée de Pen-Mur.
La fusillade dure près de quatre heures, mais la supériorité écrasante du nombre joue en faveur des royalistes et les impériaux finissent par battre en retraite.
Deux jours après le combat, le débarquement peut s'opérer sans encombre dans la crique de Foleu, à 25 kilomètres en amont de l'embouchure de la Vilaine,. Les chouans reçoivent des Britanniques 8 000 fusils et carabines,, des munitions ainsi qu'un canon et un obusier. Ils regagnent ensuite Rochefort-en-Terre.

## Pertes
Le bilan du combat n'est pas connu avec précision. Selon les déclarations, les pertes des impériaux oscillent de 5 à 30 morts et celles des royalistes de 35 à 250 tués ou blessés.
Les impériaux déclarent avoir perdu 5 hommes tués et 16 blessés et portent les pertes royalistes à 250 tués ou blessés. Les registres matricules attestent de la mort de deux gendarmes à Muzillac le 10 juin. Pour Roger Grand, les bonapartistes ont peut-être diminué leurs pertes dans leur rapport mais ont certainement exagéré celles des chouans. Concernant ces derniers, il avance que trois morts seulement sont confirmés et que leurs pertes totales sont peut-être proches d'environ 10 tués et 50 blessés. 
Selon un précis royaliste rédigé par Marc-Antoine de La Boëssière de Lennuic, les pertes sont de 10 morts et 25 blessés pour les chouans,, contre 30 hommes tués, 18 chevaux morts et 8 à 10 officiers et soldats faits prisonniers du côté des impériaux.
Dans ses mémoires, Julien Guillemot ne donne pas de bilan global, mais fait mention d'au moins trois tués chez les chouans : le séminariste Nicolas, capitaine de la compagnie des écoliers, le sergent Le Thiec, et M. de Guerry.